# Sit Stand Kneel Prey
Cult of One è il quinto album in studio del gruppo musicale Thrash metal statunitense Whiplash, pubblicato nel 1997 per l'etichetta discografica Massacre Records.

## Tracce
1. Climb Out of Hell - 4:14
2. Left Unsaid - 4:08
3. Hitlist - 3:52
4. Cyanide Grenade - 4:12
5. Jane Doe - 4:14
6. Knock Me Down - 5:25
7. Lack of Contrition - 5:55
8. Word to the Wise - 4:11
9. Strangeface - 5:13
10. Catharsis - 1:21
11. Sit, Stand, Kneel, Prey - 6:47

1. Elemento dell'elenco numerato

## Formazione
- Tony Portaro - chitarra
- Warren Conditi - voce
- James Preziosa - basso
- Bob Candella - batteria